# 伊普季河
伊普季河是索日河的左支流，位於俄羅斯斯摩棱斯克州和布良斯克州以及白俄羅斯莫吉廖夫州和戈梅利州，河道全長437公里，流域面積10,900平方公里，在每年11月下旬開始結冰，直至翌年3月下旬至4月上旬，河畔城鎮有蘇拉日。